# ساقیا آمدن عید مبارک بادت
غزلی با مطلع « ساقیا آمدنِ عید، مبارک بادت »، غزل شمارهٔ ۱۸ از دیوانِ حافظ در تصحیحِ محمد قزوینی و قاسم غنی است.